# Trichoniscus noricus
Trichoniscus noricus là một loài chân đều trong họ Trichoniscidae. Loài này được Verhoeff miêu tả khoa học năm 1917.